# كمال رحماني
كمال رحماني (مواليد 20 فبراير 1979) هو ملاكم جزائري. فاز بالميدالية الذهبية في منافسات الوزن الثقيل للرجال في الألعاب الإفريقية 2011.
بعد البطولة القارية، لم يشارك في بطولة العالم للملاكمة بسبب إصابة في العضلات.